# Tributo a Soda Stereo
Tributo a Soda Stereo es un álbum tributo de 2001, homenajeando a la banda de rock argentina Soda Stereo.

## Lista de temas
1. "Vitaminas" (Genitallica)
2. "Un millón de años luz" (Jumbo)
3. "Zoom" (Mœnia)
4. "Séptimo día" (Gandhi)
5. "La cúpula" (Los Caballeros de la Quema)
6. "Juegos de seducción" (Lucybell)
7. "Té para tres" (Aterciopelados)
8. "Primavera cero" (La Gusana Ciega)
9. "Disco eterno" (Julieta Venegas)
10. "Camaleón" (Control Machete)
11. "Persiana americana" (Atómica)